# Hexabothrium appendiculata
Hexabothrium appendiculata är en plattmaskart. Hexabothrium appendiculata ingår i släktet Hexabothrium och familjen Hexabothriidae. Inga underarter finns listade i Catalogue of Life.